# Thesenvitz
Thesenvitz è un comune soppresso di 398 abitanti del Meclemburgo-Pomerania Anteriore, in Germania.

Dal 1º gennaio 2011 è stato accorpato al comune di Bergen auf Rügen, nel circondario (Landkreis) di Rügen (targa RÜG) e parte della comunità amministrativa (Amt) di Bergen auf Rügen.